# Roberto Tuffi Mattar
Roberto Tuffi Mattar (Laguna, 15 de fevereiro de 1925 – Florianópolis, 20 de fevereiro de 2010) foi um jornalista e político brasileiro.
Filho dos imigrantes libaneses Tuffi Mattar e Labiba Salum Mattar. Casou com Ruth Kaestner Mattar, com quem teve filhos.
Nas eleições gerais no Brasil em 1958 foi candidato a deputado estadual para a Assembleia Legislativa de Santa Catarina pelo Partido Democrata Cristão (PDC), recebendo 1.431 votos, obteve a 2ª suplência, sendo convocado em 20 de abril de 1960, por um período de 90 dias, devido à licença do deputado José Zanin, tomando posse na 4ª Legislatura (1959-1963).